# Purpura thrombopénique immunologique
Pour les articles homonymes, voir PTI et ITP.
 Mise en garde médicale
Le purpura thrombopénique immunologique ou PTI (anciennement : purpura thrombopénique auto-immun (PTAI)ou purpura thrombopénique idiopathique ) est une destruction périphérique des plaquettes dans le cadre d'un processus auto-immun médié par des auto-anti-corps (AAC). 
C'est une des hémopathies acquises non malignes les plus fréquentes, touchant aussi bien les enfants que les adultes.
Les problèmes physiopathologiques, diagnostiques et thérapeutiques posés par cette pathologie ne sont pas encore totalement résolus et font l'objet de nombreux débats. 
Le purpura thrombopénique immunologique n'a pas de caractère héréditaire ou génétique.

## Physiopathologie
- Les auto-anticorps responsables du PTI sont dirigés contre des antigènes situés sur les glyco-protéines plaquettaires. Pour certains modèles, on a pu démontrer une identité anti-génique entre des protéines virales (Virus Varicelle-Zona, VIH, ...) et les protéines plaquettaires : dans ces modèles, les AAC synthétisés, en réponse à l'infection virale, sont également capables de se fixer sur les glycoprotéines présentes à la surface des plaquettes. Celles-ci, sensibilisées par les AAC, sont alors cibles des macrophages et secondairement détruites. Le siège de destruction le plus fréquent est la rate, mais il peut aussi être le foie ; dans certains cas, la destruction se fait de façon plus diffuse dans l'organisme.
- La moelle osseuse cherche à compenser cette destruction périphérique en augmentant la production de plaquettes.
- À noter que dans les cas de PTI, la tendance hémorragique, à numération plaquettaire égale, est très inférieure à celle observée dans les thrombopénies centrales. La raison en est que, dans le cas du PTI, les plaquettes circulantes sont, par définition, très jeunes (puisque leur durée de vie est très raccourcie) ; or, les fonctions plaquettaires sont d'autant plus actives que les plaquettes sont jeunes.
- Ainsi qu'une augmentation très importante de la production de plaquettes, ceci s'accompagne de la libération de plaquettes de plus grande taille qui sont ainsi d'autant plus actives. Tout ceci explique la très bonne tolérance clinique (absence de signes hémorragiques) de certains patients atteints de PTI, alors même que leurs numérations plaquettaires sont très basses.
- Cette maladie auto-immune a longtemps été jugée dépendante uniquement du lymphocyte B, mais a ensuite montré que « sa physiopathologie est en réalité beaucoup plus complexe, faisant intervenir la réponse immunitaire humorale et cellulaire, ainsi qu’un défaut de production médullaire »[3].

## Épidémiologie

### Épidémiologie descriptive
Le purpura thrombopénique immunologique s'observe :
- chez les nourrissons et les enfants: pic de fréquence entre les âges de 2 et 5 ans ;
- chez les adolescents et les adultes jeunes: comme pour beaucoup de maladies auto-immunes, la maladie est pour ces tranches d'âge, plus fréquente chez tous les sujets et le risque d'entrée dans une autre maladie auto-immune (lupus par exemple) est plus important ;
- chez les patients ayant eu des pathologies malignes (en particulier les maladies hématologiques dont les leucémies, les lymphomes, ...) avec un traitement chimiothérapeutique prolongées ;
- moins typiquement: à tout âge, y compris chez les sujets âgés chez qui le PTI est moins rare qu'on ne le croyait auparavant.

La fréquence du PTI est augmentée chez les patients ayant un déficit immunitaire, qu'il soit constitutionnel (syndrome de Wiskott-Aldrich ...), ou acquis : infection par le VIH, immunosuppression post allo-greffe de moelle…
Certains polymorphismes de gènes codant des protéines intervenant dans la réponse immunitaire, comme les récepteurs aux fragments Fc des immunoglobulines, favorisent la survenue d'un PTI.

### Épidémiologie analytique
Le PTI s'observe souvent dans les suites d'une maladie virale. Il peut s'agir de viroses banales mais aussi d'infections virales bien caractérisées : varicelle, rougeole, rubéole, oreillons, infection par le VIH…
Il peut aussi s'observer après vaccination. Le vaccin le plus souvent incriminé est le ROR ; il faut noter néanmoins que la fréquence des PTI post-vaccinaux est inférieure à celle observée après les infections « naturelles » contre lesquelles ce vaccin protège.
Enfin, de très nombreux médicaments peuvent induire la survenue d'un PTI et une prise médicamenteuse doit être systématiquement recherchée.

## Signes cliniques
Les plaquettes participent au maintien de l'intégrité vasculaire et à une coagulation normale. Une thrombopénie excessive se manifeste par un syndrome hémorragique : purpura cutanéo-muqueux, éventuellement associé à des hémorragies viscérales. Le tableau clinique associe ainsi des signes :
- cutanés : pétéchies (on parle de purpura pétéchial, modéré, diffus ou extensif), vibice, ecchymoses, hématomes ;
- muqueux : bulles hémorragiques de la muqueuse buccale, gingivorragies, épistaxis, saignements des muqueuses génitales ou vésicales.
- ophtalmologiques : hémorragies rétiniennes fond d'œil ;
- viscérales : hémorragies digestives, hémorragies cérébrales.

En cas de traumatisme ou de geste traumatique (injection intramusculaire, extraction dentaire, coupure...) peut également survenir une hémorragie excessive, extériorisée ou non. En dehors du syndrome hémorragique, l'examen clinique est normal : bon état général, pas de splénomégalie, pas de syndrome tumoral et pas d'argument en faveur d'une auto-immunité plus large.

## Diagnostic
Il n'y a pas d'argument clinique ou biologique formel pour le diagnostic de PTI. Pour cette raison celui-ci reste en partie un diagnostic d'élimination.
Le médecin doit systématiquement exclure d'autres causes de thrombopénie :
- thrombopénies centrales: par défaut de production des plaquettes par la moelle osseuse et non par la destruction du système immunitaire ;
- thrombopénies périphériques autres: en particulier les thrombopénies mécaniques : microangiopathie thrombotique (MAT) ou syndrome hémolytique et urémique (SHU), et d'autres thrombopénies immunologiques s'intégrant dans un cadre potentiellement plus grave, maladies auto-immunes : lupus érythémateux disséminé et syndrome d'Evans en particulier (on réserve en effet le terme de PTI aux atteintes isolées, ne s'intégrant pas dans une maladie auto-immune plus large), ou déficits immunitaires ;
- thrombopénies médicamenteuses : toxiques (chimiothérapeutique, hépato-toxique, pancréa-totoxique, myélo-toxique, etc.)
- thrombopénies constitutionnelles : à évoquer surtout chez l'enfant ;
- thrombopéniques sous pathologique : maladie hépatique, maladie veineuse ou artérielle, VIH, cancer.

Les examens utiles au diagnostic sont essentiellement :
- l'hémogramme afin d'avoir le nombre de plaquettes, le nombre de lymphocytes ainsi que le volume plaquettaire moyen ;
- le bilan d'hémostase, pour exclure une autre cause d'hémorragie, en particulier une coagulation intravasculaire disséminée (CIVD) ou une thrombopénie associée à hémophilie ;
- la recherche d'auto-anticorps dirigés contre les plaquettes : cet examen n'est pas utile systématiquement ; il doit être fait selon une technique ayant une bonne spécificité (test MAIPA) ;
- le myélogramme : il permet d'exclure une thrombopénie centrale par la moelle osseuse. Dans le PTI, l'analyse du frottis médullaire montre typiquement une augmentation du nombre de mégacaryocytes témoignant d'une production normale voire augmentée des plaquettes par la moelle osseuse. Cet examen doit être discuté en particulier avant de commencer une corticothérapie.

D'autres examens peuvent être utiles en fonction du contexte : sérologies virales (VIH en particulier),hépatite C,  bilan biochimique, sérologie lupique, groupes sanguins et recherche d'agglutinines irrégulières (RAI), tests génétiques.
Une épreuve isotopique, après marquage des plaquettes du patient par un isotope radioactif, permet de préciser la durée de vie des plaquettes (très diminuée en cas de PTI), le siège de destruction préférentiel des plaquettes (rate, rate+foie, ou vasculaire/diffus), et aussi le degré de production des plaquettes par la moelle osseuse (typiquement augmentée en cas de PTI). 
Son indication peut se discuter dans des cas de diagnostic difficile et avant splénectomie afin de vérifier que c'est bien la rate qui est le siège préférentiel de destruction des plaquettes. Cet examen a en effet une valeur diagnostique, mais aussi prédictive du succès de la splénectomie.

## Évolution
Une conférence de consensus de 2009 définit les phases évolutives du PTI :  
- « PTI aigu (PTIA) » : pour une évolution inférieure à trois mois.
- « PTI persistant (PTIP) » : pour une évolution allant de trois à douze mois.
- « PTI chronique (PTIC) » : pour une durée d'évolution dépassant douze mois, pouvant être chronique[7]. la maladie devient chronique dans 70 % des cas chez l’adulte[3].

Le risque hémorragique, globalement faible (au moins en ce qui concerne les hémorragies graves) dans le PTI, est variable selon les cas ; plusieurs facteurs interviennent :
- l'âge du patient : le risque est plus faible chez les enfants que chez les personnes âgées ;
- l'existence d'une lésion antérieure susceptible de saigner (ulcère gastrique par exemple) ;
- la prise de médicaments intervenant sur la coagulation : aspirine, anti-inflammatoires non stéroïdiens, héparine...
- le type d'AAC : dans certains cas, les auto-anticorps peut induire la destruction de la plaquette, être aussi responsable d'un dysfonctionnement plaquettaire ajoutant une note thrombopathique à la thrombopénie ;
- l'intensité de la thrombopénie : si une thrombopénie majeure (< 10 000/mm3) peut être très bien tolérée, la majorité des cas d'hémorragie grave se voient chez des patients ayant des thrombopénies profondes ;
- enfin, le risque hémorragique est propre à chaque patient et pas toujours prévisible. En pratique, il est surtout associé à la phase initiale de la maladie ; l'absence d'hémorragie grave pendant les premiers mois de suivi signe une bonne tolérance clinique à la thrombopénie et permet souvent d'alléger l'intensité du traitement. À noter néanmoins qu'on ne peut exclure une hémorragie grave plus tardive, en particulier en cas de traumatisme.
- le vécu avec la maladie (combien de temps le patient a-t-il vécu avec sa pathologie)

Aucun traitement n'induit la guérison du PTI (les différents traitements utilisés ne font que remonter, en règle transitoirement, la numération plaquettaire) ; la guérison se fait spontanément dans un délai variable. Il n'y a pas de critère formel permettant de prédire la durée d'évolution chez un patient donné. Globalement on peut retenir que les évolutions chroniques sont plus rares chez l'enfant (de l'ordre de 20 % des cas) que chez l'adulte (de l'ordre de 50 %), et que les formes « réfractaires » au traitement initial ont plus souvent (mais pas systématiquement) une évolution prolongée.

## Traitement
La prise en charge du purpura thrombopénique idiopathique a fait l'objet de recommandations de l'American Society of Hematology, dont les dernières ont été publiées en 2019.
L'objectif du traitement est de réduire ou de supprimer le risque d'hémorragie sévère associé aux thrombopénies très profondes. Les effets du traitement sont souvent transitoires et à ce  jour aucun traitement n'a démontré de façon formelle qu'il était capable de modifier l'histoire naturelle de la maladie et sa durée d'évolution.
Pour cette raison, le traitement n'est indiqué que si les plaquettes sont très basses : en effet si, au sens strict, on parle de thrombopénie quand les plaquettes sont inférieures à 150 000/mm3, le risque hémorragique associé au PTI ne devient net que pour des numérations beaucoup plus basses. En pratique un traitement est indiqué si les plaquettes sont inférieures à un seuil fixé entre 10 000 et 30 000 plaquettes/mm3 selon l'âge du patient, sa tendance hémorragique et le terrain.
Différentes approches sont possibles :
- réduire la production d'auto-anticorps par l'utilisation d'immunosuppresseurs, corticoïdes en premier lieu, ou de médicaments détruisant les lymphocytes B, qui sécrètent les AAC, comme le rituximab ;
- limiter la destruction des plaquettes, sensibilisées par les AAC, par les macrophages. Les immunoglobulines intraveineuses (IgIV) agiraient principalement à ce niveau, par inhibition de la fonction macrophagique. La splénectomie est aussi efficace, la rate étant le principal site de destruction des plaquettes ;
- stimuler la production des plaquettes, ce qui est depuis peu devenu possible grâce à l'utilisation d'agonistes du récepteur de la thrombopoïétine (TPO), principal facteur de croissance de la lignée plaquettaire. Le romiplostim[9] (NPLATE) est disponible depuis 2009 (juin 2009). L'eltrombopag[10] (REVOLADE), est venu compléter la pharmacopée un an après (juin 2010).

Les vaccinations (autres que celles réalisées avant une splénectomie) sont temporairement contre-indiquées car elles pourraient stimuler le processus auto-immun.
Au stade de PTI aigu, l'utilisation de la corticothérapie et/ou d'immunoglobulines sont privilégiées. Les autres approches thérapeutiques sont réservées au traitement des PTIP ou des PTIC et leurs indications relèvent de consultations spécialisées. 
- Les corticoïdes sont utilisés à des schémas variables: 1  à   2 mg·kg·j-1 pendant trois semaines, ou plus fortes doses données sur quelques jours. La remontée des plaquettes est plus ou moins précoce selon le schéma utilisé. Celle-ci survient plus rapidement chez l'enfant que chez l'adulte. L'échec des corticoïdes ne doit pas faire poursuivre le traitement plus de trois semaines.
- Les immunoglobulines intraveineuses sont données, selon le schéma classique, à 0,4 mg·kg·j-1, en perfusion de 6 h au moins, pendant 3 à 5 jours, ou, plus souvent actuellement, à plus fortes doses (0,8  à   1 g·kg·j-1) en une injection unique éventuellement répétée. Les IgIV sont réputées agir plus rapidement, mais, du fait de leur coût, elles sont le plus souvent réservées aux urgences hémorragiques.

Dans les deux cas, une rechute de la numération des plaquettes est fréquente après l'arrêt du traitement et ceci peut nécessiter des traitements itératifs. Une durée d'évolution supérieure à 6 mois se voit chez 20 à 30 % des enfants et 50 % des adultes. 
La splénectomie a pour but de supprimer le site principal de destruction des plaquettes et de production des auto-anticorps. Une durée d'évolution supérieure à 6 mois chez l'adulte et 12 mois chez l'enfant malgré un traitement médicamenteux bien conduit est nécessaire avant de pouvoir la discuter ; chez l'enfant on évite également de faire une splénectomie avant l'âge de 5 ans. Un tableau hémorragique grave et réfractaire aux thérapeutiques habituelles peut néanmoins être une indication de splénectomie en urgence. Cette intervention doit être précédée de vaccinations contre les pneumocoques, les méningocoques, et, si le sujet n'est pas vacciné, contre l'Haemophilus. Une antibiothérapie par oracilline ou amoxicilline pendant les deux années qui suivent la splénectomie est préconisée chez l'adulte ; elle est souvent plus longue chez l'enfant.
En cas de contre-indication ou d'échec de la splénectomie, plusieurs approches peuvent être envisagées :
- nouvelle(s) cure(s) de corticoïdes ou d'IgIV, parfois données de façon séquentielle ;
- utilisation d'immunoglobulines anti-D : chez les patients de groupe sanguin Rhésus+ elles induisent une destruction des globules rouges et protègent ainsi, indirectement, les plaquettes de leur destruction par les macrophages ;
- immuno-suppression par l'azathioprine, la ciclosporine, le cyclophosphamide ou l'acide mycophénolique (en association avec les corticoïdes)[11] ;
- immuno-modulation par le danazol (Danatrol) ;
- destruction des lymphocytes B par le Rituximab (Mabthera), anticorps monoclonal dirigé contre l'antigène CD20 présent à la surface des lymphocytes B et permettant une bonne réponse dans un peu moins de deux tiers des cas[12] ;
- stimulation de la mégacaryopoïèse par utilisation des agonistes du récepteur à la TPO comme le romiplostim[9] ou l'eltrombopag[10], les deux utilisés de manière prolongée, pour avoir une réponse au fil du temps.

Dans tous les cas, des mesures de prévention doivent être instituées afin de limiter le risque d'hémorragies provoquées :
- utilisation de brosses à dents souples ;
- limitation des activités sportives à risque ;
- contre-indication à la prescription d'aspirine ou d'anti-inflammatoires non stéroïdiens ;
- prescription d'une pilule contraceptive pour bloquer les règles si celles-ci sont particulièrement abondantes ou moyenne.

À noter que, si le PTI peut avoir un impact notable sur la qualité de vie des patients, il reste, dans la très grande majorité des cas, une maladie qui est fondamentalement bénigne et ce d'autant plus que le sujet est jeune. La mortalité par accident hémorragique est en effet très faible, de l'ordre de 1/1000 chez l'enfant à 1/100 chez l'adulte, et l'immense majorité des patients guérit spontanément au bout de quelques mois d'évolution.